# Psara submarginalis
Psara submarginalis là một loài bướm đêm trong họ Crambidae.